# Stazione di Albairate-Vermezzo
Stazione di Albairate-Vermezzo vasútállomás Olaszországban, Lombardia régióban, Albairate településen.

## Vasútvonalak
Az állomást az alábbi vasútvonalak érintik:
- Mortara–Milánó-vasútvonal

## Kapcsolódó állomások
A vasútállomáshoz az alábbi állomások vannak a legközelebb:
- Stazione di Abbiategrasso
- Stazione di Gaggiano